# مونوباز دوم
مونوباز دوم همچنین به مونوبازوس دوم هم شناخته می‌شود. پسر ملکه هلنا آدیابنه و پادشاه مونوباز اول بود. او در تلمود بابلی به مونوباز معروف است.
مونوباز مانند برادر کوچکترش ایزاتس بار مونوباز و مادرش به یهودیت گروید. او پس از مرگ برادرش ایزاتس در حدود سال ۵۵ میلادی به عنوان پادشاه آدیابنه حکومت کرد. تاریخ مرگ او مشخص نیست، اما مشخص است که او در طول جنگ اول یهود و روم ، زمانی که به شورشیان یهودی علیه امپراتوری روم کمک کرد، زنده بوده و بر تخت سلطنت بوده است. دو تن از بستگان مونوباز، مونوباز و کندائوس، در کنار یهودیان در نبرد با سستیوس جنگیدند.  «پسران و برادران ایزاتس پادشاه» پس از جنگ به گروگان روم برده شدند. 
تلمود نقل می‌کند که مونوباز: «همه گنجینه‌های خود و گنج‌های پدرانش را در سال‌های کمیابی از بین برد. برادران و خاندان پدرش هیئتی نزد او آمدند و گفتند: پدرت پول پس انداز کرد و به گنجینه پدرانش افزود و تو آنها را ضایع می کنی. او پاسخ داد: پدران من در پایین و من در بالا انبار می کنم. . . پدران من در جایی ذخیره کرده‌اند که می‌توان آن را دستکاری کرد، اما من در جایی ذخیره کرده‌ام که قابل دستکاری نیست… . .  پادشاه مونوباز نیز هدایای زیبایی را به معبد اورشلیم اهدا کرد. «پادشاه مونوباز تمام دسته ظروف مورد استفاده در یوم کیپور را از طلا ساخته بود... او همچنین پایه ظروف، لبه ظروف، دسته ظروف و دسته چاقوها را از طلا ساخته بود. . " 
همچنین گفته می‌شود که ملکه هلنا آدیابنه همسر آبگاروس پادشاه ادسا بوده و بنابراین او ملکه ادسا نیز بوده است. 

## یادداشت
1. ↑  Josephus, War 2:19:2
2. ↑  Josephus, War 6:6:4
3. ↑  Baba Batra 11a.
4. ↑  Yoma 37a,b.
5. ↑  The Sociology of MMT and the Conversions of King Abgarus and Queen Helena of Adiabene, Professor Robert Eisenman.